# Кохановка (Сумская область)
Кохановка (укр. Коханівка) — село в Дубовязовском поселковом совете Конотопского района Сумской области Украины.
Код КОАТУУ — 5922055304. Население по переписи 2001 года составляло 127 человек.

## Географическое положение
Село Кохановка находится на берегу реки Липка, выше по течению на расстоянии в 1,5 км расположено село Семяновка, ниже по течению на расстоянии в 2,5 км расположено село Подлипное (Конотопский городской совет). На реке несколько запруд.
Рядом проходит автомобильная дорога Т-2504.